# Varicocele pelvico
La sindrome da congestione pelvica è una sindrome in cui le vene pelviche e la vena ovarica appaiono ingrossate. La condizione può causare dolore cronico, come un dolore sordo costante, che può peggiorare in posizione eretta, dopo aver passato molto tempo seduti o durante il ciclo mestruale. Può causare anche dolore alle gambe o alla parte bassa della schiena.
Molte sono le probabili cause, tra queste vi possono essere sia l'assenza di valvole nella vena ovarica (o la presenza di valvole difettose), così come alcune compressioni venose (ad esempio la sindrome di May-Thurner o la sindrome dello schiaccianoci).
Si ritiene che la presenza di estrogeni sia coinvolta nel meccanismo, la condizione può quindi apparire o peggiorare durante la gravidanza. La diagnosi può essere supportata dall'ecografia, dalla TC o dalla risonanza magnetica.
Si stima che circa il 30% delle donne in età riproduttiva ne sia affetto e che sia la causa di circa un terzo dei casi di dolore pelvico cronico. Mentre l'insufficienza venosa pelvica è stata identificata negli anni '50 dell'Ottocento, solo negli anni '40 è stata collegata al dolore pelvico.

## Sintomi
Le donne con questa condizione avvertono un dolore costante che può essere sordo e dolorante, o occasionalmente più acuto. Il dolore peggiora alla fine della giornata e dopo lunghi periodi in piedi e chi ne soffre trova sollievo quando si sdraia. Il dolore è peggiore durante o dopo il rapporto sessuale e può peggiorare appena prima dell'inizio del periodo mestruale.
Le donne con varicocele pelvico hanno un utero più grande e un endometrio più spesso. Il 56% delle donne manifesta alterazioni cistiche alle ovaie e molte riferiscono altri sintomi, come dismenorrea, mal di schiena, perdite vaginali, gonfiore addominale, sbalzi d'umore o depressione e affaticamento.

## Cause
1. Gravidanza, squilibri ormonali
2. Ostruzione al deflusso venoso, come la sindrome di May-Thurner, la sindrome dello schiaccianoci, la sindrome di Budd-Chiari o la trombosi della vena renale sinistra
3. Compressione esterna dovuta a tumore (inclusi fibromi, endometriosi) o cicatrici[6]

## Diagnosi

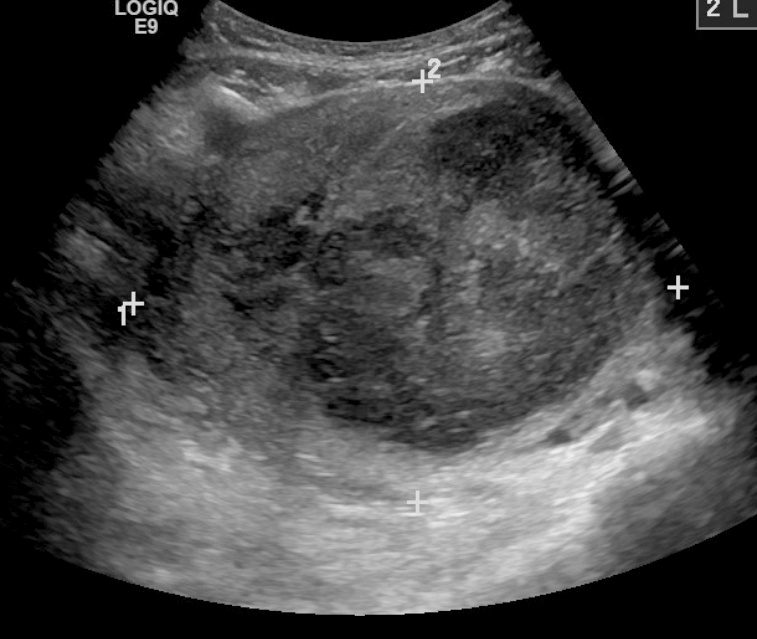
Un fibroma molto grande (9 cm) dell'utero che causa la sindrome da congestione pelvica come si vede dagli ultrasuoni

La diagnosi può essere effettuata mediante esami ecografici, una TAC o una risonanza magnetica. L'ecografia è lo strumento diagnostico più comunemente utilizzato. Alcune ricerche hanno suggerito che l'ecografia duplex transvaginale è il miglior test per il varicocele pelvico.

## Trattamento
Le prime opzioni di trattamento includono farmaci antidolorifici con farmaci antinfiammatori non steroidei e la soppressione della funzione ovarica.
Il trattamento più avanzato include una procedura minimamente invasiva eseguita da un radiologo interventista. Questa procedura minimamente invasiva comporta l'arresto del sangue all'interno delle vene varicose pelviche utilizzando una procedura minimamente invasiva chiamata embolizzazione diretta da catetere. La procedura raramente richiede un pernottamento in ospedale e di solito viene eseguita in regime ambulatoriale e viene eseguita utilizzando anestetico locale e sedazione moderata. I pazienti riferiscono una percentuale di successo dell'80%, misurata dalla quantità di riduzione del dolore sperimentata.
In casi di varicocele pelvico causato da compressioni quali sindrome dello schiaccianoci e sindrome di May-Thurner è tuttavia indicato prendere in considerazione l'intero quadro clinico perché eventualmente l'embolizzazione potrebbe essere controindicata.